# Joaquín Gaztambide y Garbayo
Joaquín Gaztambide y Garbayo   (Tudela, 7 de febrer de 1822 - Madrid, 18 de març de 1870) fou un compositor navarrès, entre els més destacats dels qui van conrear la sarsuela vuitcentista.

## Biografia
Va iniciar els seus estudis de solfeig a Tudela amb Pablo Rubla, mestre de capella de la catedral.
El 1834, amb només 12 anys, va ser enviat a Pamplona pel seu oncle per a estudiar piano i composició amb José Guelbenzu i Mariano García. Fins a l'edat de vint anys va romandre a la capital de Navarra, on va estudiar contrapunt i fuga amb Mariano García; posteriorment va impartir classes de piano i va tocar el contrabaix en l'orquestra del teatre.
Insatisfet amb aquestes activitats que no omplien les seues aspiracions artístiques, es va traslladar a Madrid l'any 1842, on va rebre classes en el Conservatori de música "María Cristina". Va aprofundir els seus estudis amb classes de piano amb Pedro Albéniz i de composició amb Ramon Carnicer; en elles va trobar a Francisco Asenjo Barbieri, amb qui es va relacionar íntimament, amistat que va durar tota la vida i va ser fecunda per a la sarsuela. Per a guanyar-se la vida tocava el contrabaix en les orquestres dels Teatres Circo, i Príncipe.
El 1845 va ser contractat com a director del cor de la companyia italiana del Teatro de la Cruz, per recomanació del seu amic Francisco de Salas. També va donar concerts com a pianista fora de Madrid, en companyia del professor de flauta Pedro Sarmiento i el cèlebre oboista Pedro Soler.
El 1846 el van nomenar director dels cors del teatre de la Creu, un càrrec que li va fer comportar un viatge a París l'any 1847 com a director d'orquestra d'una companyia d'actors i ballarins espanyols. De retorn a Madrid, i a proposta de Baltasar Saldoni, va rebre l'oferta de dirigir l'orquestra del Teatro Español de Madrid (1848). Va dirigir els concerts matinals en què participa el famós violinista Bazzini.
Tot i haver escrit obres per a piano i orquestra, ballets i una simfonia, els seus principals esforços en aquesta època estaven dirigits al moviment per a reviscolar la sarsuela. Així, va posar en pràctica les experiències viscudes a París amb l'òpera còmica i va estrenar la seua primera sarsuela, La mensajera, l'èxit del qual el va animar a continuar component.
El 1850 va dirigir junt a Hernando i Barbieri el teatre de Variedades i el dels Basilios. L'any següent va ser cofundador de la Societat Artística que va ser creada per a explotar el Teatro del Circo, participant com a compositor i director d'orquestra.
El 1856 va entrar com a soci en l'empresa del nou Teatro de la Zarzuela de Madrid, de la que, a més, serà compositor i director. El 1859 va viatjar a París i Londres i el 1862 va dirigir els primers grans concerts que s'ofereixen a Espanya, organitzats per la Sociedad Artístico Musical de Socorros Mutuos.
El 19 de desembre de 1863 va estrenar en el Teatro de la Zarzuela La conquista de Madrid, amb llibret de Luis Mariano de Larra. Dos anys més tard va ser contractat com a director d'orquestra del Teatro de los Campos Elíseos de Madrid, i l'any 1868 va ser nomenat director i president de la Sociedad de Conciertos de Madrid, on va estrenar l'obertura de Tannhäuser, de Richard Wagner.
L'any 1869 va realitzar una gira per Cuba i Mèxic amb la seua pròpia companyia, tornant a principis del 1870 amb greus problemes de salut i arruïnat econòmicament. Va morir a conseqüència d'una greu malaltia hepàtica al poc d'arribar a Madrid.
Entre d'altres, són cèlebres les seues sarsueles La Mensajera (1849), El valle de Andorra (1851), Catalina (1854), Los magiares (1857)El juramento (1858) i La conquista de Madrid (1863).
La contribució de Gaztambide al renaixement del sarsuela va ser altament significativa, però durant el segle passat el seu treball pràcticament ha desaparegut de l'escena. De bon gust italianitzant, a la manera de Donizetti, la seua música, no obstant, fa ús dels ritmes espanyols i cançons populars. D'haver gaudit d'una carrera més llarga és molt possible que haguera arribat a ser tan famós com Barbieri.

### Mort
Va embarcar de tornada i va arribar a Cadis a principis de 1870. Li van rebre la seva esposa i fills, que van advertir que tornava malalt. Una vegada reconegut per diversos doctors, va emprendre un viatge a Madrid; en la cort, les eminències mèdiques van dictaminar que calia sotmetre'l a una operació quirúrgica amb la qual no es va aconseguir el resultat esperat i Gaztambide va morir als quaranta-vuit anys. La seva mort va constituir una data luctuosa pel llavors jove gènere de la sarsuela. Joaquín Gaztambide, va ser Caballero de l'Ordre de Carlos III, comendador d'Isabel la Catòlica i professor honorari del Conservatori, ha llegat un cognom d'imprescindible cita en la històries de la sarsuela i del moviment simfònic nacional.

## Obres
- Un alijo en Sevilla - llibret: José Olona, 1 Acte (1846)
- La mensajera-llibret: Luis Olona, 2 Actes (1849) i que suposà el debut d'Emília Moscoso.
- A última hora - llibret: J. Olona, entremés lírico-dramático 1 Acte (1850)
- Las señas del archiduque - llibret: Ceferino Suárez Bravo, 2 Actes (1850)
- Escenas en Chamberí - llibret: J. Olona, capritx còmic-líric-ballable 1 Acte (1850), en col·laboració amb Barbieri/Hernando/Oudrid
- La picaresca - llibret: Carlos García Doncel/Eusebio Asquerino, 2 Actes (1851), en col·laboració amb Barbieri
- Al amanecer - llibret: Mariano Pina, entremés lírico-dramático (1851)
- Tribulaciones - llibret: Tomás Rodríguez Rubí, 2 Actes (1851)
- Por seguir a una mujer - llibret: L. Olona, viaje 1 Acte (1851), en col·laboració amb Barbieri/Hernando.
- El sueño de una noche de verano - llibret: Patricio de la Escosura, 3 Actes (1852)
- El estreno de una artista - llibret: Ventura de la Vega, 1 Acte (1852)
- El secreto de la reina - llibret: L. Olona, 3 Actes (1852), en col·laboració amb Hernando i Castellanos
- El valle de Andorra - llibret: L. Olona, 3 Actes (1852)
- La cotorra - llibret: L. Olona, 1 Acte (1853)
- Don Simplicio Bobadilla - llibret: Manuel i Victorino Tamayo, 3 Actes (1853), en col·laboració amb Barbieri/Hernando/Inzenga
- La cisterna encantanda - llibret: de la Vega, 3 Actes (1853)
- El hijo de familia (El lancero voluntario) - llibret: L. Olona, 3 Actes (1853), en col·laboració amb Oudrid/E. Arrieta
- Un día de reinado (Reinar un día) - llibret: Antonio García Gutiérrez i L. Olona, 3 Actes (1854), en col·laboració amb Barbieri/Inzenga/Oudrid
- Catalina - llibret: L. Olona, 3 Actes (1854)
- Estebanillo Peralta - llibret: de la Vega, 3 Actes (1855), en col·laboració amb Oudrid, i en la que debutà la famosa cantant Almerinda Soler di Franco.
- Los comuneros - llibret: Adelardo López de Ayala, 3 Actes (1855)
- El sargento Federico - llibret: L. Olona, 4 Actes (1855), en col·laboració amb Barbieri
- El amor y el almuerzo - llibret: L. Olona, farsa 1 Acte (1856)
- Entre dos aguas - llibret: Antonio Hurtado, 3 Actes (1856), en col·laboració amb Barbieri
- La alegoría - llibret: L. Olona/Hurtado, 1 Acte (1856), en col·laboració amb Arrieta / Barbieri
- Cuando ahorcaron a Quevedo - llibret: L. Eguílaz, 3 Actes, en col·laboració amb Manuel Fernández Caballero
- El lancero - llibret: Francesc Camprodon, 1 Acte (1857)
- Los magyares - llibret: L. Olona, 4 Actes (1857)
- Amar sin conocer - llibret: L. Olona, 3 Actes (1858), en col·laboració amb Barbieri
- Casado y soltero - llibret: L. Olona, 1 Acte (1858) estrenada per la tiple Josefa Murillo el 7 de juny del mateix any.[2]
- Un pleito - llibret: F. Camprodon, 1 Acte (1858)
- El juramento - llibret: L. Olona, 3 Actes (1858), estrenada per la contralt cordovesa Josefa Mora.[3]
- Un viaje aerostático - llibret: Javier Ramírez, 1 Acte (1859), en col·laboració amb Oudrid
- La hija del pueblo - llibret: Emilio Álvarez, 2 Actes (1859)
- El diablo las carga - llibret: F. Camprodon, 3 Actes (1860) estrenada el 21 de gener per la tiple Josefa Murillo.[2]
- Una vieja - llibret: F. Camprodon, 3 Actes (1860)
- Anarquía conyugal - llibret: Jacinto Octavio Picón, 1 Acte, estrenada el 17 d'abril (1861)
- Una niña - llibret: F. Camprodon, 1 Acte (1861)
- La edad en la boca - llibret: Narciso Serra, pasillo filosófico-casero 1 Acte, estrenada l'11 de maig (1861)
- Una historia en un mesón - llibret: Narciso Serra, 1 Acte, estrenada el 5 de juny (1861)
- Del palacio a la taberna - llibret: F. Camprodon, 3 Actes (1861)
- ¡En las astas del toro! - llibret: Carlos Frontaura, 1 Acte (1862)
- Las hijas de Eva - llibret: Luis Mariano de Larra, 3 Actes (1862)
- Matilde y Malek-Adel - llibret: Carlos Frontaura, 3 Actes (1863); en col·laboració amb Oudrid
- La conquista de Madrid - llibret: Luis Mariano de Larra, 3 Actes (1863)
- Antes del baile, en el baile y después del baile - llibret: Manuel del Palacio/Álvarez, apropósito cómico-lírico-bailable, 1 Acte (1864)
- Los caballeros de la Tortuga - llibret: Eusebio Blasco, drama líric-al·legòric-fantàstic-burlesc, 3 Actes (1867)
- La varita de virtudes - llibret: Luis Mariano de Larra, 3 Actes (1868)